# Finžgarjeva rojstna hiša
Finžgarjeva rojstna hiša se nahaja v vasi Doslovče v občini Žirovnica. V tej hiši se je leta 1871 rodil Fran Saleški Finžgar, slovenski pisatelj, dramatik, prevajalec in duhovnik, znan po delih, kot so Pod svobodnim soncem, Makalonca, Strici, Dekla Ančka, Divji lovec in Veriga.
Hiša je danes urejena kot muzejska hiša, ki obiskovalcem približa bivalno kulturo kajžarske družine iz konca 19. stoletja na Gorenjskem. Zgornji prostori vključujejo črno kuhinjo, shrambo (špajzo), osrednji bivalni prostor (hišo) in spalnico (kamro), opremljene z avtentičnimi predmeti iz časa Finžgarjeve mladosti. Domačija je obsegala tudi kozolec in skedenj, ki sta danes del muzeja na prostem.
Finžgarjev ded je na statvah tkal platno, oče pa je bil krojač, ki je kot eden prvih na tem območju uporabljal šivalni stroj za izdelavo ovčjih kožuhov in irhastih hlač. S tem delom je pomembno prispeval k družinskemu preživetju in zaznamoval domače okolje, kar se odraža tudi v pisateljevem literarnem ustvarjanju.
Stalna razstava v Finžgarjevi rojstni hiši je bila odprta leta 1971, ob 100. obletnici Finžgarjevega rojstva, in vključuje fotografije, zapise, knjige in dokumente o pisateljevem življenju in delu. Leta 2013 so bili kletni prostori prenovljeni in dopolnjeni z dodatnimi vsebinami, ki ponujajo poglobljen vpogled v njegovo osebnost in dediščino.
Fran Saleški Finžgar je bil tudi pobudnik in osrednja osebnost pri odkupu Prešernove rojstne hiše v Vrbi, ki je bila leta 1939 preurejena v prvo muzejsko hišo posvečeno znani osebnosti v Sloveniji. Njegova prizadevanja so bistveno prispevala k začetkom muzealizacije literarne dediščine v slovenskem prostoru.
Finžgarjeva rojstna hiša je vključena v Pot kulturne dediščine Žirovnica, ki povezuje rojstne kraje pomembnih slovenskih literatov. V okviru vodenih ogledov so vsebine prilagojene različnim obiskovalcem, vključno s šolskimi skupinami in društvi. Hiša danes predstavlja pomembno točko kulturnega turizma in ohranjanja literarne dediščine na Gorenjskem.
Finžgarjeva rojstna hiša je razglašena za kulturni spomenik državnega pomena. 

## Kulturni dogodki
Pred Finžgarjevo rojstno hišo in v njej potekajo skozi vse leto različni manjši kulturni dogodki, kot so predstavitve knjig, komorni nastopi, pripovedovalski večeri in video projekcije. Hiša in njeno okolje služita kot kulturni prostor, ki povezuje literarno dediščino s sodobnim ustvarjanjem.
Med najbolj prepoznavnimi dogodki na območju je tradicionalni pohod po Poti kulturne dediščine Žirovnica, ki vsako leto poteka 8. februarja, na slovenski kulturni praznik. V sklopu pohoda so vse muzejske hiše, vključno s Finžgarjevo, brezplačno odprte za obiskovalce med 8. in 16. uro.
Posebno mesto med kulturnimi prireditvami ima poletni festival KašArt, ki združuje pripovedništvo, poezijo, glasbo in druženje na prostem. Ena od osrednjih programskih točk so Pravljični večeri pred Finžgarjevo rojstno hišo, ki v intimnem ambientu domačije oživljajo literarno in ustno izročilo ter bogatijo kulturno dogajanje v regiji.